# Cethosia biblis
 Cethosia biblis  – motyl dzienny z rodziny rusałkowatych (Nymphalidae). 
Wygląd
Rozpiętość skrzydeł 8–9 cm. W tym gatunku są dwie odmienne kolorystycznie samice. Spód pomarańczowo-czerwony. Gąsienica pokryta kolcami, które prawdopodobnie zawierają truciznę.
Pożywienie
Męczennica
Występowanie
Indie, Chiny, Malezja, Indonezja, Filipiny.